# Matheus Ferraz
Matheus Ferraz (ur. 12 lutego 1985 w São José do Rio Pardo) – brazylijski piłkarz występujący na pozycji obrońcy.

## Kariera piłkarska
Od 2005 roku występował w Santosie FC, América, Remo, Brasiliense, Noroeste, São Caetano, Mirassol, Criciúma, AEL Limassol, FC Tokyo, Boa Esporte i Sport Recife.